# Rugby en Costa Rica

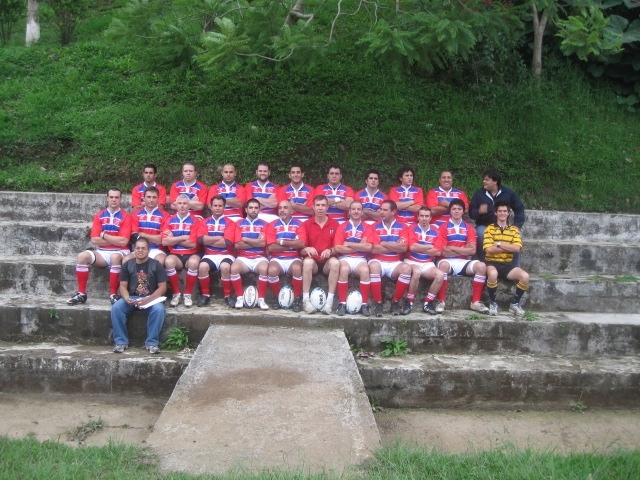
Selección de Rugby Costa Rica. (se desconoce el año)

El rugby es uno de los deportes que fueron traídos a Costa Rica mediante la inmigración francesa a este país. En Costa Rica está regulado por la Federación de Rugby de Costa Rica.

## Historia

### Los comienzos
El 15 de mayo de 1984, se registra la Asociación Deportiva de Rugby de San José, iniciando el recorrido de este deporte en Costa Rica con el San José Rugby Club, de la mano del Ingeniero Philippe Durand Pradines, ciudadano francés y un grupo de pioneros como los hermanos Cole, Moya, Sesin y otros franceses : Bousquet, Vidal, Leviol, Sévère.
Con esta base inicia su historia el rugby en Costa Rica. 
Este primer movimiento obtiene logros como el triunfo en Torneo del Istmo Centroamericano disputado en la base militar de Estados Unidos en Panamá, enfrentando a equipos de México, EE. UU., Francia y Panamá.
En el año 1990 retoma y le da ánimos de nuevo al rugby el señor Jean-Jacques Castera distinguido exprofesor del Liceo Franco-Costarricense. 
Con la colaboración de esa entrañable institución y sus alumnos; de rugbistas del primer movimiento; y con la incorporación de otros más (como los hermanos Halsband); se logra -con un esfuerzo de grupo- una sede deportiva: el primer campo de rugby reglamentario de Costa Rica en el Liceo Franco-Costarricense y se forma una liga de 6 equipos. 
Se obtienen logros importantes que mantienen a Costa Rica vigente en el rugby internacional. Destacamos grandes encuentros como el juego contra el Club Universitario de Buenos Aires -algunos de estos jugadores integraron posteriormente el Seleccionado Juvenil Argentino- . También se disputan partidos contra equipos de Guayana Francesa, Bahamas, y el Ontuak combinado del sur de Francia el cual contaba con cuatro jugadores de la primera división francesa.

### La consolidación (2003 - 2009)
Hacia el año 2003, de nuevo se reinicia el rugby de mano de los señores Juan José Chacón, Joseph Armesto, Sr. Bryan Villalobos, y otros exalumnos y profesores del Liceo Franco-Costarricense y un grupo importantes de ciudadanos argentinos como los Sres. Pablo González y Germán Gallini, secundados por Sres. Charles Jansen, Octavio Pérez, Andrés Domínguez y la reincorporación de Ramón Cole de Temple el cual había participado en los inicios en los movimientos del 84 y 90 del rugby en Costa Rica. 
Entre todos ayudaron a retomar este deporte nuevamente con la colaboración de funcionarios de la Embajada de Francia como Jean-Christophe Braud, personeros del Liceo Franco-Costarricense e importantes compañías auspiciadoras costarricenses para mantenerlo vigente en Costa Rica.
Dicho crecimiento, tanto en número de jugadores, como en consultas de extranjeros que comenzaban a residir en el país, sumado a la necesidad de formalizarlo dentro del marco legal vigente, exigió la fundación de la Asociación Deportiva de Rugby (con edicto aprobado el 28 de mayo de 2004) y de la Asociación de Rugby (con edicto aprobado el 27 de julio de 2004).
El primer entrenador fue el francés Jean - Christophe Braud durante el año 2003 y a partir del 2004 se hizo cargo de la dirección de los entrenamientos el belga Charles Jansen (quien integró el equipo nacional de Bélgica).
Dentro de los logros deportivos de este tiempo podemos contar los encuentros ante la Selección de Panamá y el Tazmania de México y la participación en el “Festival de la Expresión Joven” auspiciado por el Ministerio de Juventud, Cultura y Deportes (MCJD).
Durante el 2005, compartieron esta responsabilidad los argentinos Pablo González, Germán Gallini (con amplia experiencia en los torneos de ese país) y el estadounidense François de la Roche árbitro certificado por la IRB. 
En marzo del 2006, tras solicitarle a la IRB la afiliación de Costa Rica gracias a la mediación e intervención del argentino Omar López residente en Costa Rica, se recibe una invitación a participar a una Asamblea General de la Confederación Sudamericana de Rugby (CONSUR)  , en miras a considerar la inclusión de nuestro país, como miembro asociado.
Es así, como el 31 de marzo de 2006, en Buenos Aires, Argentina; Costa Rica es admitida a la CONSUR, al aprobarse su afiliación, con un voto unánime de Argentina, Uruguay, Chile, Paraguay, Brasil, Colombia, Venezuela y Perú.
Posteriormente se incorporó el sr François de la Roche, árbitro certificado por la IRB.
Este primer reconocimiento internacional sin precedente en la historia de Costa Rica le permite participar en el torneo de naciones, CONSUR Categoría B, disputado en octubre del 2006 en Caracas, Venezuela; enfrentándose a Brasil, Colombia, Venezuela y Perú, teniendo como entrenador al sr Ramón Cole.
En diciembre de 2006, Costa Rica participa en la reunión en Santiago de Chile, junto a los demás países miembros de la CONSUR, y participa de un taller sobre el desarrollo estratégico del rugby en el área, el cual es impartido por un funcionario de la IRB.
Entre varios logros de este último movimiento para promover la práctica del rugby en Costa Rica, se destacan: las asociaciones y clubes formadas y en formación, Asociación Deportiva de Rugby (ADR), Asociación Herediana de Rugby, San José, Atlética, Cagrurocj, San Jorge, Universidad de Costa Rica (UCR), Häkš Rugby Club y Universidad Interamericana.

## Actividades

### Periodo 2004 - 2007
- Participación al Festival de la Expresión Joven, en marzo del 2004, auspiciado por el Ministerio de Cultura, Juventud y Deportes, con dos partidos de exhibición en el Parque Metropolitano de La Sabana, para los cuales las canchas fueron adecuadas con postes reglamentarios y marcación.

- Dos torneos de “Rugby a 7” (Seven –a–  Side) de 4 equipos, durante el año 2004, bautizados de naciones, por las nacionalidades de los jugadores que los conformaban, los cuales se llevaron a cabo en el Liceo Franco-Costarricense, ante funcionarios de algunas embajadas y organismos internacionales.

- Un partido en Santo Domingo de Heredia, en el año 2005, ante la alcaldesa de dicha comunidad.

- Un primer encuentro internacional ante un equipo representativo de Panamá, en febrero del 2005, en la ciudad de Panamá.

- Un exposición de fotografías del rugby de Costa Rica, en la Alianza Francesa, en el mes de d Un partido en el Liceo Franco-Costarricense, ante un equipo de primera división de México, Club Tasmania, en abril del 2005.

- Para el 2006, se hace cargo de los entrenamientos el Profesor Flavio Silva de Argentina, con lo que por primera vez se cuenta en el país con un entrenador quien no es jugador.

- Un partido de exhibición en las instalaciones de la Universidad Nacional (UNA), en abril del 2006.

- Un primer encuentro Interprovincial en el Estadio Nacional, el 29 de julio de 2006, entre los equipos de Cartago y San José, con la presencia de Ministros y altos funcionarios del Gobierno de Costa Rica, así como ante las cámaras de Canal 13.

- En abril del 2006, se hace la exhibición de rugby en la Escuela de Ciencias del Deporte de la Universidad Nacional por la Asociación Herediana de Rugby.

- Se crea el primer club de rugby infantil (ligas menores) en el Liceo Franco-Costarricense.

- El primer reconocimiento internacional de Costa Rica, al ser afiliado a la Confederación Sudamericana de Rugby, el 31 de marzo de 2006, en Buenos Aires, Argentina.

- Una primera participación al Torneo de Naciones, CONSUR B, en octubre del 2006, en Caracas, Venezuela, (www.fvrvenezuela.com).

- Una primera participación de Costa Rica a un taller impartido por la International Rugby Board, en diciembre de 2006.

- Un primer encuentro San José Este vrs. San José Oeste, el 18 de febrero de 2007. A nivel de instituciones educativas, Flavio Silva lleva a cabo talleres y clases de rugby para niños, así como sesiones de entrenamiento en la UCR y en la cancha municipal de la Universidad Latina.

- Un segundo encuentro en el Estadio Nacional, el 17 de marzo de 2007, en el marco del Día Nacional del Deporte, así como del Festival de la Francofonía.

- La creación de un club juvenil en el 2007, en el Liceo Franco Costarricense, en miras a crear una Liga Intercolegial en Costa Rica.

- Primer partido juvenil a nivel centroamericano: Liceo Franco Costarricense (LFC) vrs Lycée Jules Vernes (Guatemala).

- agosto: Partido Internacional: Queen City Rugby Football Club vrs Costa Rica, efectuado en el Estadio Nacional de Costa Rica.

- El primero torneo centroamericano de rugby: Copa Tres Naciones realizado en diciembre del 2007, con la participación de la Selección de Rugby de Guatemala, el club los Diablos Rojos de Panamá y Costa Rica A y B.

- La inclusión de Costa Rica al programa de intercambio de jóvenes “Rendez-vous 2007” (Cita 2007), organizado por la Asociación francesa Joven Planeta Rugby, y previsto para septiembre de este año, en el marco de la Copa del Mundo de Rugby mayor, Francia 2007; programa al cual participan 40 países enviando a dos jóvenes, cada uno, con edades entre 15 y 17 años (www.jprugby.com).

- Una invitación a participar al Torneo de Naciones, CONSUR B del 2007, por llevarse a cabo en Lima, Perú, en noviembre.

- En la Escuela de Fisíca y en la Escuela de Matemáticas de la Universidad de Costa Rica, en noviembre de 2007, nace el Universitarios Club de Rugby (conocido como UCR, para luego ser nombre oficial de UCRugby).

### Periodo 2008
- Febrero: Partido internacional: Selección de Rugby de Costa Rica vrs Massachusetts Maritime Academy efectuado en la provincia de Cartago.

- Marzo: Torneo Seven Nacional Colegio Humboldt, equipos Asociación Atlética, Herediana, Cagrurocj y Sabana HB. Efectuado en el Colegio Humboldt, de San José.

- Campeonato rugby a quince marzo, abril y mayo de cuatro equipos, Atlética, Herediana, Cagrurocj y Coqs. Finalizando campeón la Atlética de Rugby.

- Mayo: Partido Internacional: Cayman Rugby Unión vrs Costa Rica, efectuado en la provincia de San José

- Mayo: Partido Internacional: Bermuda Police Rugby Football Club vrs Costa Rica, efectuado Polideportivo de Aranjuez de San José.

- Junio: Torneo Seven Nacional Saúl Rodríguez, equipos Atlética Herediana, Cagrurocj, Rugby Coqs y Sabana, efectuado en la Universidad Interamericana de Heredia.

- Junio: Partido Internacional: Saint Sulpicienne Rugby de Francia (ASSS) vrs Costa Rica, efectuado en el Liceo Franco-Costarricense.

- Julio: Seven Internacional Panamá: Diablos Rojos Panamá A y B, Club Santa Rosa Guatemala y Asociación Atlética de Rugby y Asociación Cagrurocj de Rugby de Costa Rica, efectuado en el estadio Balboa en la Ciudad de Panamá.

- La segunda edición del Torneo Centroamericano de Rugby: Copa Tres Naciones 2008, con la Participación del equipo +30 Barbarians de Venezuela, y las selecciones de Guatemala y Costa Rica, exhibición Infantil colegial U12 en el Estadio Ernesto Rohrmoser de Pavas, San José.

- En septiembre del 2008, se da el paso más importante de la unión hacia el futuro del rugby costarricense formándose un grupo de colaboradores que hace un frente común para desarrollar el rugby nacional en una misma dirección, el grupo aúna la práctica del rugby en estos últimos años y consigue tener los argumentos y el esfuerzo de la formación de una federación con clubes en desarrollo, y obtener los reconocimientos internacionales formado por los señores Juan José Chacón, Gustavo Cortés, Mario Caffanini, Ramón Cole, Luis Cordero y Bryan Villalobos.

### Periodo 2009
- En marzo se inició el Primer Campeonato Nacional de Rugby disputado por los equipos de Cagrurocj,Häkš, Universidad de Costa Rica (UCR) y Atlética – Herediana.

- Mayo. Visita del equipo de rugby Pegasus de Florida, EE. UU. quienes disputaron dos juegos en el Polideportivo Aranjuez de San José, contra la Selección de Rugby de Costa Rica y un equipo de Barbarians.

- Junio. Se conforma el equipo de rugby del Liceo de Costa Rica, con el fin de participar en la Liga Intercolegial de Rugby.

- Julio. Finaliza el Primer Campeonato Nacional de Rugby con el equipo de Cagrurocj como campeón, Cadejos (antiguo Atlética – Herediana) subcampeón, Universidad de Costa Rica tercer lugar y Häkš cuarta posición.

- Septiembre. La Selección Juvenil de Rugby de Costa Rica participa en una triangular en Ciudad de Guatemala junto a los anfitriones Colegio El Roble y Colegio Julio Verne.

- Septiembre. Visita del equipo guatemalteco Colegio El Roble quienes disputaron un encuentro contra la Selección Juvenil y otro contra la Universidad de Costa Rica.

- Noviembre. Costa Rica albergó el Torneo CONSUR B, con la participación de las selecciones mayores de Venezuela, Perú y Colombia. Las actividades se desarrollaron en el Club de Polo de Hacienda Los Reyes, en La Guácima de Alajuela, los días 29 de noviembre, 2 y 5 de diciembre. Colombia se adjudicó el primer lugar, Venezuela segundo, Perú tercero y Costa Rica de cuarto.

- Diciembre. El 18 de diciembre se disputará un Torneo de Sevens Juvenil en las inslaciones del Colegio Enrique Malavassi Vargas (EMVA High School), en San Isidro de Coronado. Los equipos que participarán serán los siguientes: Colegio Enrique Malavassi Vargas (EMVA High School), Liceo de Costa Rica, Cadejos Rugby Club, Universidad de Costa Rica (UCR) y un Barbarians.